# Battaglia di Yassıçemen
La battaglia di Yassıçemen fu una battaglia combattuta tra una coalizione Ayyubida-Selghiuchida Rum e gli eserciti corasmio e di Trebisonda, svoltasi tra il 10 e il 12 agosto 1230 nell'odierna provincia di Erzincan in Anatolia.

## Antefatti
Jalal ad-Din era l'ultimo sovrano dell'impero corasmio, anche se in realtà il territorio del sultanato era stato annesso dall'impero mongolo durante il regno del padre di Jalal al Din, il quale decise comunque di combattere con il suo piccolo esercito. Nel 1225, egli si ritirò nell'odierno Azerbaigian e fondò un principato intorno a Maragheh. Sebbene inizialmente egli formò un'alleanza con il sultanato selgiuchide di Rûm contro i mongoli, egli cambiò idea per ragioni sconosciute, e iniziò le sue ostilità con i selgiuchidi. Nel 1230, egli conquistò Ahlat, (nell'odierna Provincia di Bitlis, in Turchia), un'importante città culturale dell'epoca, strappandola dagli Ayyubidi, il che portò ad un'alleanza tra loro e i Selgiuchidi. Jalal ad-Din, d'altra parte, si alleò con Jahan Shah, governatore ribelle selgiuchida di Erzurum.

## La battaglia
La battaglia ebbe luogo a Yassıçemen, ad ovest di Erzincan. Jalal ad-Din provò ad attaccare prima che gli eserciti ayyubidi e selgiuchidi (comandati da Alaaddin Kayqubad I) si riunissero, ma arrivò tardi, in quanto gli Ayyubidi avevano già mandato dei rinforzi di almeno 10 000 uomini ai selgiuchidi. La battaglia durò tre lunghi giorni, durante i quali Jalal ad-Din dimostrò il suo valore giungendo al punto di sconfiggere la coalizione selgiuchide-ayyubide già al primo, ma alla fine del terzo giorno, le forze di Jalal ad-Din ne uscirono sconfitte.

## Conseguenze
Questa fu l'ultima battaglia di Jalal al-Din, in quanto non solo perse il suo esercito, ma nel suo tentativo di fuggire sotto mentite spoglie fu avvistato e ucciso da un contadino curdo nel 1231. Il suo principato, di breve durata, cadde per mano dei mongoli, e dodici anni dopo, nel 1243, i selgiuchidi, a seguito della morte di Alaattin Keykubat, avrebbero subito la stessa sorte dopo la battaglia di Köse Dağ.